# Primetime Emmy al millor actor en minisèrie o telefilm
El Primetime Emmy al millor actor en minisèrie o telefilm (en anglès Primetime Emmy Award for Outstanding Supporting Actor in a Miniseries or a Movie) és el Premi Emmy que s'atorga anualment a la millor actuació masculina en una minisèrie televisió o telefilm.

## Guanyadors i nominats
El guanyador de cada any es mostra sobre fons groc:

### Dècada del 1970
| Any                  | Actor                                       | Programa | Personatge |
| -------------------- | ------------------------------------------- | -------- | ---------- |
| 1975                 |                                             |          |            |
| Anthony Quayle       | QB VII                                      |          |            |
| Ralph Bellamy        | The Missiles of October                     |          |            |
| Jack Hawkins         | QB VII                                      |          |            |
| Trevor Howard        | The Count of Monte Cristo                   |          |            |
| 1976                 |                                             |          |            |
| Ed Flanders          | A Moon for the Misbegotten                  |          |            |
| Ray Bolger           | The Entertainer                             |          |            |
| Art Carney           | Katherine                                   |          |            |
| 1977                 |                                             |          |            |
| Burgess Meredith     | Tail Gunner Joe                             |          |            |
| Martin Balsam        | Raid on Entebbe                             |          |            |
| Mark Harmon          | Eleanor and Franklin: The White House Years |          |            |
| Yaphet Kotto         | Raid on Entebbe                             |          |            |
| Walter McGinn        | Eleanor and Franklin: The White House Years |          |            |
| 1978                 |                                             |          |            |
| Howard Da Silva      | Verna: USO Girl                             |          |            |
| James Farentino      | Jesus of Nazareth                           |          |            |
| Burgess Meredith     | The Last Hurrah                             |          |            |
| Donald Pleasence     | The Defection of Simas Kudirka              |          |            |
| Efrem Zimbalist, Jr. | A Family Upside Down                        |          |            |
| 1979                 |                                             |          |            |
| Marlon Brando        | Roots: The Next Generations                 |          |            |
| Ed Flanders          | Backstairs at the White House               |          |            |
| Al Freeman, Jr.      | Roots: The Next Generations                 |          |            |
| Robert Vaughn        | Backstairs at the White House               |          |            |
| Paul Winfield        | Roots: The Next Generations                 |          |            |

### Dècada del 1980
| Any                 | Actor                                        | Programa        | Personatge |
| ------------------- | -------------------------------------------- | --------------- | ---------- |
| 1980                |                                              |                 |            |
| George Grizzard     | The Oldest Living Graduate                   |                 |            |
| Ernest Borgnine     | All Quiet on the Western Front               |                 |            |
| John Cassavetes     | Flesh & Blood                                |                 |            |
| Charles Durning     | Attica                                       |                 |            |
| Harold Gould        | Moviola: The Scarlett O'Hara War             |                 |            |
| 1981                |                                              |                 |            |
| David Warner        | Masada                                       |                 |            |
| Andy Griffith       | Murder in Texas                              |                 |            |
| Yuki Meguro         | Shogun                                       |                 |            |
| Anthony Quayle      | Masada                                       |                 |            |
| John Rhys-Davies    | Shogun                                       |                 |            |
| 1982                |                                              |                 |            |
| Laurence Olivier    | Brideshead Revisited                         |                 |            |
| Jack Albertson      | My Body, My Child                            | (pòstum)        |            |
| John Gielgud        | Brideshead Revisisted                        |                 |            |
| Derek Jacobi        | Inside the Third Reich                       |                 |            |
| Leonard Nimoy       | A Woman Called Golda                         |                 |            |
| 1983                |                                              |                 |            |
| Richard Kiley       | The Thorn Birds                              |                 |            |
| Ralph Bellamy       | The Winds of War                             |                 |            |
| Bryan Brown         | The Thorn Birds                              |                 |            |
| Christopher Plummer | The Thorn Birds                              |                 |            |
| David Threlfall     | The Life and Adventures of Nicholas Nickleby |                 |            |
| 1984                |                                              |                 |            |
| Art Carney          | Terrible Joe Moran                           |                 |            |
| Keith Carradine     | Chiefs                                       |                 |            |
| John Gielgud        | The Master of Ballantrae                     |                 |            |
| John Lithgow        | The Day After                                |                 |            |
| Randy Quaid         | A Streetcar Named Desire                     | Harold Mitchell |            |
| David Ogden Stiers  | The First Olympics - Athens 1896             |                 |            |
| 1985                |                                              |                 |            |
| Karl Malden         | Fatal Vision                                 |                 |            |
| Richard Burton      | Ellis Island                                 | (pòstum)        |            |
| John Gielgud        | Idil·li a l'Orient Express                   |                 |            |
| Richard Masur       | The Burning Bed                              |                 |            |
| Rip Torn            | The Atlanta Child Murders                    |                 |            |
| 1986                |                                              |                 |            |
| John Malkovich      | ''La mort d'un viatjant ''                   | Biff Loman      |            |
| Charles Durning     | La mort d'un viatjant ''                     |                 |            |
| John Glover         | An Early Frost                               |                 |            |
| Harold Gould        | Mrs. Delafield Wants to Marry                |                 |            |
| Pat Morita          | Amos                                         |                 |            |
| 1987                |                                              |                 |            |
| Dabney Coleman      | Sworn to Silence                             |                 |            |
| Stephen Collins     | The Two Mrs. Grenvilles                      |                 |            |
| John Glover         | Nutcracker: Money, Madness and Murder        |                 |            |
| Laurence Olivier    | Lost Empires                                 |                 |            |
| Eli Wallach         | Something in Common                          |                 |            |
| 1988                |                                              |                 |            |
| John Shea           | Baby M                                       |                 |            |
| Dabney Coleman      | Baby M                                       |                 |            |
| Anthony Quinn       | Onassis: The Richest Man in the World        |                 |            |
| Ron Silver          | Billionaire Boys Club                        |                 |            |
| Bruce Weitz         | Baby M                                       |                 |            |
| 1989                |                                              |                 |            |
| Derek Jacobi        | The Tenth Man                                |                 |            |
| Armand Assante      | Jack the Ripper                              |                 |            |
| James Garner        | My Name is Bill W.                           |                 |            |
| Danny Glover        | Lonesome Dove                                |                 |            |
| Corin Nemec         | I Know My First Name is Steven               |                 |            |

### Dècada del 1990
| Any                | Actor                                                                         | Programa                      | Personatge |
| ------------------ | ----------------------------------------------------------------------------- | ----------------------------- | ---------- |
| 1990               |                                                                               |                               |            |
| Vincent Gardenia   | Age-Old Friends                                                               | Aylott                        |            |
| Ned Beatty         | Last Train Home                                                               | Cornelius Van Horne           |            |
| Brian Dennehy      | A Killing in a Small Town                                                     | Ed Reivers                    |            |
| Anthony Hopkins    | Great Expectations                                                            | Magwitch                      |            |
| James Earl Jones   | By Dawn's Early Light                                                         | Alice                         |            |
| Max von Sydow      | Red King, White Knight                                                        | Szaz                          |            |
| 1991               |                                                                               |                               |            |
| James Earl Jones   | Heat Wave                                                                     | Junius Jackson                |            |
| Ruben Blades       | The Josephine Baker Story                                                     | Count Giuseppe Pepito Abatino |            |
| David Dukes        | The Josephine Baker Story                                                     | Jo Bouillon                   |            |
| Richard Kiley      | Separate But Equal                                                            | Earl Warren                   |            |
| Leon Russom        | Long Road Home                                                                | Titus Wardlow                 |            |
| 1992               |                                                                               |                               |            |
| Hume Cronyn        | Broadway Bound                                                                | Ben                           |            |
| Brian Dennehy      | The Burden of Proof                                                           | Dixon Hartnell                |            |
| Hector Elizondo    | Mrs. Cage                                                                     | Tinent Angel                  |            |
| Jerry Orbach       | Broadway Bound                                                                | Jack                          |            |
| Ben Vereen         | Intruders                                                                     | Gene Randall                  |            |
| 1993               |                                                                               |                               |            |
| Beau Bridges       | The Positively True Adventures of the Alleged Texas Cheerleader-Murdering Mom | Terry Harper                  |            |
| Brian Dennehy      | Murder in the Heartland                                                       | John McArthur                 |            |
| Jonathan Pryce     | Barbarians at the Gate                                                        | Henry Kravis                  |            |
| Peter Riegert      | Barbarians at the Gate                                                        | Peter Cohen                   |            |
| Maximilian Schell  | Stalin                                                                        | Vladimir Lenin                |            |
| 1994               |                                                                               |                               |            |
| Michael Goorjian   | David's Mother                                                                | David Goodson                 |            |
| Alan Alda          | And the Band Played On                                                        | Dr. Robert Gallo              |            |
| Matthew Broderick  | A Life in the Theatre                                                         | John                          |            |
| Richard Gere       | And the Band Played On                                                        | The Choreographer             |            |
| Ian McKellen       | And the Band Played On                                                        | Bill Kraus                    |            |
| 1995               |                                                                               |                               |            |
| Donald Sutherland  | Citizen X                                                                     | Viacheslav Fetisov            |            |
| Jeffrey DeMunn     | Ciutadà X                                                                     | Chikatillo                    |            |
| Sam Elliott        | Buffalo Girls                                                                 | Wild Bill Hickok              |            |
| Ben Kingsley       | Joseph                                                                        | Putifar                       |            |
| Edward James Olmos | The Burning Season                                                            | Wilson Pinheiro               |            |
| 1996               |                                                                               |                               |            |
| Tom Hulce          | The Heidi Chronicles                                                          | Peter Patrone                 |            |
| Andre Braugher     | The Tuskegee Airmen                                                           | Benjamin O. Davis             |            |
| John Goodman       | A Streetcar Named Desire                                                      | Harold Mitchell               |            |
| Ian McKellen       | Rasputin: Dark Servant of Destiny                                             | Nicholas                      |            |
| Treat Williams     | The Late Shift                                                                | Michael Ovitz                 |            |
| 1997               |                                                                               |                               |            |
| Beau Bridges       | The Second Civil War                                                          | Jim Farley                    |            |
| Obba Babatundé     | Miss Evers' Boys                                                              | Willie Johnson                |            |
| Michael Caine      | Mandela and De Klerk                                                          | F.W. de Klerk                 |            |
| Ossie Davis        | Miss Evers' Boys                                                              | Sr. Evers                     |            |
| Joe Mantegna       | The Last Don                                                                  | Pippi De Lena                 |            |
| 1998               |                                                                               |                               |            |
| George C. Scott    | 12 Angry Men                                                                  | Juror #3                      |            |
| Hume Cronyn        | 12 Angry Men                                                                  | Juror #9                      |            |
| Gregory Peck       | Moby Dick                                                                     | Pare Mapple                   |            |
| Martin Short       | Merlin                                                                        | Frik                          |            |
| J.T. Walsh         | Hope                                                                          | Ray Percy (pòstum)            |            |
| 1999               |                                                                               |                               |            |
| Peter O'Toole      | Joan of Arc                                                                   | Bishop Cauchon                |            |
| Beau Bridges       | Inherit the Wind                                                              | E.K. Hornbeck                 |            |
| Don Cheadle        | The Rat Pack                                                                  | Sammy Davis, Jr.              |            |
| Peter Fonda        | The Passion of Ayn Rand                                                       | Frank O'Connor                |            |
| Joe Mantegna       | The Rat Pack                                                                  | Dean Martin                   |            |

### Dècada del 2000
| Any                    | Actor                                     | Programa                                                                                   | Personatge |
| ---------------------- | ----------------------------------------- | ------------------------------------------------------------------------------------------ | ---------- |
| 2000                   |                                           |                                                                                            |            |
| Hank Azaria            | Tuesdays with Morrie                      | Mitch Albom                                                                                |            |
| Klaus Maria Brandauer  | Introducing Dorothy Dandridge             | Otto Preminger                                                                             |            |
| James Cromwell         | RKO 281                                   | William Randolph Hearst                                                                    |            |
| Danny Glover           | Freedom Song                              | Will Walker                                                                                |            |
| John Malkovich         | RKO 281                                   | Herman Mankiewicz                                                                          |            |
| 2001                   |                                           |                                                                                            |            |
| Brian Cox              | Nuremberg                                 | Herman Wilhelm Goering                                                                     |            |
| Alan Alda              | Club Land                                 | Willie Walters                                                                             |            |
| Colin Firth            | Conspiracy                                | Stuckart                                                                                   |            |
| Victor Garber          | Life with Judy Garland: Me and My Shadows | Sidney Luft                                                                                |            |
| Ian Holm               | The Last of the Blonde Bombshells         | Patrick                                                                                    |            |
| Stanley Tucci          | Conspiracy                                | Adolf Eichmann                                                                             |            |
| 2002                   |                                           |                                                                                            |            |
| Michael Moriarty       | James Dean                                | Winton Dean                                                                                |            |
| Alec Baldwin           | Path to War                               | Robert McNamara                                                                            |            |
| Jim Broadbent          | The Gathering Storm                       | Desmond Morton                                                                             |            |
| Don Cheadle            | Things Behind the Sun                     | Chuck                                                                                      |            |
| Jon Voight             | Uprising                                  | Jürgen Stroop                                                                              |            |
| 2003                   |                                           |                                                                                            |            |
| Ben Gazzara            | Hysterical Blindness                      | Nick                                                                                       |            |
| Alan Arkin             | The Pentagon Papers                       | Harry Rowen                                                                                |            |
| Chris Cooper           | My House in Umbria                        | Thomas Riversmith                                                                          |            |
| John Malkovich         | Napoleon                                  | Charles Maurice de Talleyrand-Périgord                                                     |            |
| Peter O'Toole          | Hitler: The Rise of Evil                  | Hindenburgh                                                                                |            |
| 2004                   |                                           |                                                                                            |            |
| Jeffrey Wright         | Angels in America                         | Sr. Lies / Norman "Belize" Ariaga / Homeless Man / The Angel Europa / The Antarctic Eskimo |            |
| Justin Kirk            | Angels in America                         | Prior Walter / Leatherman in Park                                                          |            |
| William H. Macy        | Stealing Sinatra                          | John Irwin                                                                                 |            |
| Ben Shenkman           | Angels in America                         | Louis Ironson / The Angel Oceania                                                          |            |
| Patrick Wilson         | Angels in America                         | Joe Pitt                                                                                   |            |
| 2005                   |                                           |                                                                                            |            |
| Paul Newman            | Empire Falls                              | Max Roby                                                                                   |            |
| Brian Dennehy          | Our Fathers                               | Pare dominic Spagnolia                                                                     |            |
| Philip Seymour Hoffman | Empire Falls                              | C.B. Whiting/Charlie Mayne                                                                 |            |
| Christopher Plummer    | Our Fathers                               | Cardenal Bernard Law                                                                       |            |
| Randy Quaid            | Elvis                                     | Tom Parker                                                                                 |            |
| 2006                   |                                           |                                                                                            |            |
| Jeremy Irons           | Elizabeth I                               | Comte de Leicester                                                                         |            |
| Robert Carlyle         | Human Trafficking                         | Sergei Karpovich                                                                           |            |
| Clifton Collins, Jr.   | Thief                                     | Jack "Bump" Hill                                                                           |            |
| Hugh Dancy             | Elizabeth I                               | Comte d'Essex                                                                              |            |
| Denis Lawson           | Bleak House                               | John Jarndyce                                                                              |            |
| 2007                   |                                           |                                                                                            |            |
| Thomas Haden Church    | Broken Trail                              | Tom Harte                                                                                  |            |
| Edward Asner           | The Christmas Card                        | Luke Spelman                                                                               |            |
| Joe Mantegna           | The Starter Wife                          | Lou Manahan                                                                                |            |
| Aidan Quinn            | Bury My Heart at Wounded Knee             | Senador Dawes                                                                              |            |
| August Schellenberg    | Bury My Heart at Wounded Knee             | Sitting Bull                                                                               |            |
| 2008                   |                                           |                                                                                            |            |
| Tom Wilkinson          | John Adams                                | Benjamin Franklin                                                                          |            |
| Bob Balaban            | Recount                                   | Ben Ginsberg                                                                               |            |
| Stephen Dillane        | John Adams                                | Thomas Jefferson                                                                           |            |
| Denis Leary            | Recount                                   | Michael Whouley                                                                            |            |
| David Morse            | John Adams                                | George Washington                                                                          |            |
| 2009                   |                                           |                                                                                            |            |
| Ken Howard             | Grey Gardens                              | Phelan Beale                                                                               |            |
| Len Cariou             | Into the Storm                            | Franklin D. Roosevelt                                                                      |            |
| Tom Courtenay          | Little Dorrit                             | Sr. Dorrit                                                                                 |            |
| Bob Newhart            | The Librarian: Curse of the Judas Chalice | Judson                                                                                     |            |
| Andy Serkis            | Little Dorrit                             | Rigaud                                                                                     |            |

### Dècada del 2010
| Any                  | Actor                            | Programa                     | Personatge       | Cadena |
| -------------------- | -------------------------------- | ---------------------------- | ---------------- | ------ |
| 2009-2010            |                                  |                              |                  |        |
| David Strathairn     | Temple Grandin                   | Dr. Carlock                  | HBO              |        |
| Michael Gambon       | Emma                             | Sr. Woodhouse                | PBS              |        |
| John Goodman         | You Don't Know Jack              | Neal Nicol                   | HBO              |        |
| Jonathan Pryce       | Return to Cranford               | Sr. Buxton                   | PBS              |        |
| Patrick Stewart      | Hamlet                           | Rei Claudi/Fantasma          | PBS              |        |
| 2010-2011            |                                  |                              |                  |        |
| Guy Pearce           | Mildred Pierce                   | Monty Beragon                | HBO              |        |
| Paul Giamatti        | Too Big to Fail                  | Ben Bernanke                 | HBO              |        |
| Brían F. O'Byrne     | Mildred Pierce                   | Bert Pierce                  | HBO              |        |
| Tom Wilkinson        | The Kennedys                     | Joseph Kennedy               | ReelzChannel     |        |
| James Woods          | Too Big to Fail                  | Richard Fuld                 | HBO              |        |
| 2011-2012            |                                  |                              |                  |        |
| Tom Berenger         | Hatfields & McCoys               | Jim Vance                    | History          |        |
| Martin Freeman       | Sherlock: A Scandal in Belgravia | Dr. John Watson              | PBS              |        |
| Ed Harris            | Game Change                      | John McCain                  | HBO              |        |
| Denis O'Hare         | American Horror Story            | Larry Harvey                 | FX               |        |
| David Strathairn     | Hemingway & Gellhorn             | John Dos Passos              | HBO              |        |
| 2012-2013            |                                  |                              |                  |        |
| James Cromwell       | American Horror Story: Asylum    | Arthur Arden/Dr. Hans Grüper | FX               |        |
| Scott Bakula         | Behind the Candelabra            | Bob Black                    | HBO              |        |
| John Benjamin Hickey | The Big C: Hereafter             | Sean                         | Showtime         |        |
| Peter Mullan         | Top of the Lake                  | Matt Mitcham                 | Sundance Channel |        |
| Zachary Quinto       | American Horror Story: Asylum    | Dr. Oliver Thredson          | FX               |        |